# Earth, Wind & Fire
Earth, Wind & Fire (EWF) là một ban nhạc gạo cội Mỹ ở thể loại R&B, soul, funk, jazz, disco, pop, rock, Latin và African. Đây là một trong những ban nhạc thành công nhất thế kỷ 20. Tạp chí Rolling Stone miêu tả âm nhạc của họ là "sáng tạo, tỉ mỉ nhưng gợi cảm, toan tính nhưng bóng bẩy" và tuyên bố rằng ban nhạc "thay đổi âm thanh của black pop".
Ban nhạc được thành lập ở Chicago bởi Maurice White năm 1971, phát triển từ ban nhạc trước đây là The Salty Peppers. Những thành viên khác bao gồm Philip Bailey, Verdine White, Ralph Johnson, Larry Dunn, Al McKay và Andrew Woolfolk. Ban nhạc đã nhận được 20 đề cử giải Grammy, họ thắng 6 giải với tư cách của ban nhạc và 2 với tư cách của các thành viên, Maurice White và Bailey, mỗi người thắng 2 giải cho cá nhân. Earth, Wind & Fire nhận được 12 đề cử giải AMA và thắng 4 giải. Họ cũng được vinh danh vào Đại sảnh Danh vọng Rock and Roll,,Đại sảnh Danh vọng Vocal Group và đại lộ danh vọng Hollywood. Ban nhạc đã bán được hơn 100 triệu bản, trở thành một trong những ban nhạc bán chạy nhất mọi thời đại.  
Earth, Wind & Fire gây ấn tượng bởi âm thanh ấn tượng đến từ các nhạc cụ như kèn saxophone, kèn trumpet, kèn trombone, sân khấu biểu diễn tràn đầy năng lượng, và sự phối hợp giữa giọng pha của Philip Bailey và giọng cao của Maurice White. Đàn kalimba (đàn chơi bằng ngón cái của người châu Phi) được chơi ở tất cả album của ban nhạc. Trong thập niên 70 và đầu thập niên 80, ban nhạc có rất nhiều hit, bao gồm "Shining Star", "That's the Way of the World", "Devotion", "Reasons", "Sing a Song", "Can't Hide Love", "Getaway", "Fantasy", "Love's Holiday", "September", "Boogie Wonderland", "After the Love Has Gone", và "Let's Groove". hai bản nhạc cổ điển của Earth, Wind & Fire đã được ghi danh vào Đại sảnh danh vọng Grammy: "That’s the Way of the World" (2004) and "Shining Star" (2007).
Ban nhạc cũng được biết đến như là ban nhạc Mỹ gốc Phi đầu tiên bán cháy vé tại Madison Square Garden và nhận được MSG Gold Ticket Award. Tổng thống Mỹ Barack Obama đã mời Earth, Wind & Fire đến biểu diễn tại Nhà Trắng trong sự kiện xã hội đầu tiên sau khi ông tái đắc cử.

## Danh sách đĩa nhạc
Album phòng thu
- Earth, Wind & Fire (1971)
- The Need of Love (1971)
- Last Days and Time (1972)
- Head to the Sky (1973)
- Open Our Eyes (1974)
- That's the Way of the World (1975)
- Spirit (1976)
- All 'n All (1977)
- I Am (1979)
- Faces (1980)
- Raise! (1981)
- Powerlight (1983)
- Electric Universe (1983)
- Touch the World (1987)
- Heritage (1990)
- Millennium (1993)
- In the Name of Love (1997)
- The Promise (2003)
- Illumination (2005)
- Now, Then & Forever (2014)
- Holiday (2014)

Top 10 albums
Danh sách dưới đây tập hợp 10 album đã đạt top 10 ở cả BXH Billboard 200 pop albums của Mỹ và BXH UK Albums của Anh.
- 1975: That's the Way of the World (US #1)
- 1975: Gratitude (US #1)
- 1976: Spirit (US #2)
- 1977: All 'N All (US #3)
- 1979: I Am (US #3; UK #5)
- 1980: Faces (US #10; UK #10)
- 1981: Raise! (US #5)

Top 10 singles
Danh sách dưới đây tập hợp 10 đĩa đơn đã đạt top 10 ở cả BXH Billboard Hot 100 pop singles của Mỹ và BXH UK Singles của Anh.
- 1975: "Shining Star" (US #1)
- 1975: "Sing a Song" (US #5)
- 1978: "Got to Get You into My Life" (US #9)
- 1978: "September" (US #8; UK #3)
- 1979: "Boogie Wonderland" (featuring The Emotions) (US #6; UK #4)
- 1979: "After the Love Has Gone" (US #2; UK #4)
- 1981: "Let's Groove" (US #3; UK #3)

## Sách đọc thêm
- Bailey, Philip; Keith Zimmerman; Kent Zimmerman (2014). Shining Star: Braving the Elements of Earth, Wind & Fire. New York: Viking. ISBN 9780670785889. OCLC 852221287.
- Mulhern, Tom. Bass Heroes: Styles, Stories & Secrets of 30 Great Bass Players: from the Pages of Guitar Player Magazine. Backbeat Books, 1993. ISBN 0-87930-274-7
- Payne, Jim. Weinger, Harry. The Great Drummers of R&B, Funk & Soul. Mel Bay Publications, 2007. ISBN 0-7866-7303-6